# 奧列克西伊夫卡 (薩爾內區)
51°14′26″N 26°53′27″E / 51.24056°N 26.89083°E
奧列克西伊夫卡（烏克蘭語：Олексіївка），是烏克蘭的村落，位於該國西北部羅夫諾州，由薩爾內區負責管轄，始建於1861年，面積0.34平方公里，海拔高度168米，2001年人口328，人口密度每平方公里976.2人。